# La Saga de Recluce
La Saga de Recluce (titre original : The Saga of Recluce) est une série de romans de fantasie écrits par l'auteur américain L. E. Modesitt, Jr.. 
Le premier roman de la série, Le Banni de Recluce (Magic of Recluce) a été publié pour la première fois en 1991 aux États-Unis puis en 2004 en France par les éditions Mnémos.
Les treize livres de la saga décrivent les relations changeantes entre deux cultures technologiquement avancées et les cultures d'un monde primitif où tous ont été involontairement transférés. Les thèmes des stéréotypes masculin/féminin, le sexisme, l'éthique, l'économie, l'environnement et la politique sont abordés tout au long de la saga, par l'ensemble des protagonistes.

## Contexte
La saga dans sa version originale a été publiée sans ordre chronologique. Le premier roman se situe près de la fin de l'histoire globale de Recluce, tandis que les romans qui suivent font des sauts dans le passé en expliquant certains faits marquants de l'histoire. Par exemple, le dernier roman paru, Ordermaster, couvre 6 périodes de l'histoire et 8 des faits majeurs de la série. Les histoires démontrent l'évolution des faits historiques en mythes et légendes tandis que les temps passe ou la classification de personnages de certains livres comme des héros ou des figures mythiques dans des époques plus récentes.
Les univers inventés par Modesitt sont connus pour l'inhabituelle rigidité de leurs systèmes de magie par contraste avec les univers d'une fantasy plus classique où la magie est grossièrement définie. Dans l'univers de Recluce, les manipulations magiques se manifestent par l'habilité d'une personne à manipuler l'ordre et le chaos présents dans toute chose. La pratique de la magie repose sur la compréhension de l'ordre et du chaos par le mage mais aussi sur l'interaction entre ces 2 forces et leur équilibre dans la nature. Modesitt est unique parmi les auteurs de Fantasy du fait qu'il montre comment l'utilisation de l'ordre et du chaos affecte tous les aspects de la société. Par exemple, les mages de l'ordre auront des métiers tel que charpentier, potier, forgeron ou ingénieur – tous les domaines où l'ordre a une place prépondérante. À l'opposé, les mages du chaos seront surtout versés dans l'art de la guerre.

## Romans
L'auteur préconise de lire les romans selon leur ordre de parution plutôt que par ordre chronologique des événements.
1. Le Banni de Recluce, Mnémos, 2004 ((en) The Magic of Recluce, 1991), trad. Laurent Calluaud  (ISBN 2-915159-23-8)
2. (en) The Towers of the Sunset, 1992
  1. Les Tours du crépuscule - 1, Mnémos, 2006, trad. Laurent Calluaud  (ISBN 2-915159-71-8)
  2. Les Tours du crépuscule - 2, Mnémos, 2006, trad. Laurent Calluaud  (ISBN 2-915159-73-4)
3. (en) The Magic Engineer, 1994
4. (en) The Order War, 1995
5. (en) The Death of Chaos, 1995
  1. L'Empereur d'Hamor, Mnémos, 2005, trad. Laurent Calluaud  (ISBN 2-915159-33-5)
  2. La Mort du chaos, Mnémos, 2005, trad. Laurent Calluaud  (ISBN 2-915159-58-0)
6. (en) Fall of Angels, 1996
7. (en) The Chaos Balance, 1997
8. (en) The White Order, 1998
  1. L'Ordre blanc - 1, Mnémos, 2007, trad. Laurent Queyssi  (ISBN 978-2-35408-010-5)
  2. L'Ordre blanc - 2, Mnémos, 2007, trad. Laurent Queyssi  (ISBN 978-2-35408-011-2)
9. (en) Colors of Chaos, 1999
10. (en) Magi'i of Cyador, 2000
11. (en) Scion of Cyador, 2000
12. (en) Wellspring of Chaos, 2004
13. (en) Ordermaster, 2005
14. (en) Natural Ordermage, 2007
15. (en) Mage-Guard of Hamor, 2008
16. (en) Arms-Commander, 2010
17. (en) Cyador's Heirs, 2014
18. (en) Heritage of Cyador, 2014
19. (en) The Mongrel Mage, 2017
20. (en) Outcasts of Order, 2018
21. (en) The Mage-Fire War, 2019

- (en) Recluce Tales: Stories from the World of Recluce, 2017, recueil de nouvelles

## Vue d'ensemble
Tous les romans prennent place dans le même univers de fantasy, couvrant une période de plusieurs milliers d'années. Dans cet univers, tout est composé de deux forces opposées, appelées Ordre et Chaos. Dans leur état naturel, ces deux forces sont également réparties, dans un état appelé Balance. Ces deux forces peuvent être vues comme la représentation en fantasy de l'entropie naturelle (chaos), balancée par les diverses forces moléculaires (ordre) qui lient la matière en des formes structurées. Ces forces sont connues de tous les habitants de Recluce et sont qualifiées par les couleurs du blanc pour le Chaos et du noir pour l'Ordre
Certains individus de l'univers de Recluce possèdent une habilité naturelle pour manipuler l'une de ces forces. Par exemple, les utilisateurs du Chaos (mages « blancs ») peuvent puiser dans le chaos naturel du milieu environnant et le concentrer en boule de feu ; les utilisateurs de l'Ordre (mages « noirs ») peuvent infuser de l'ordre supplémentaire dans le métal ou le bois, rendant ces matières beaucoup plus résistantes. De plus, tous les mages qu'ils soient blancs ou noirs ont la faculté de discerner le chaos émanant des trompeurs ou des dissimulateurs.
De façon plus rare, certains individus peuvent manipuler l'ordre et le chaos. Ces personnes sont appelés les mages gris bien que la majorité d'entre eux deviennent des druides. Ces mages sont parmi les plus puissants de la série, possédant la faculté de prolonger leur vie presque indéfiniment et utilisant à la fois l'ordre et le chaos pour créer des sortilèges impressionnants
Toutes les personnes qui possèdent une faculté à manipuler l'ordre ou le chaos sont les descendants d'un groupe d'individus qui n'est pas originaire de Recluse mais d'un autre monde. Nous apprenons leur histoire principalement par le biais de légendes disséminées dans les romans, ainsi que par le roman The Fall of Angels qui donne un bref aperçu de leur ancien monde. Il y avait deux factions opposées, qui se sont nommées elles-mêmes les Rationalistes et les Anges. Ces factions étaient avancées technologiquement, voyageant dans l'espace et se combattant sans merci depuis longtemps. Il y a de très fortes similarités entre l'armement des Anges et la magie de l'Ordre tout comme entre l'armement des Rationalistes et la magie du Chaos. Un groupe d'Anges fut pris dans une intense explosion d'énergie durant une bataille mais au lieu d'être détruits, ils s'échouèrent sur le monde de Recluce. Une fois sur place, les anges (ceux d'une race particulière, les Sybrans) manifestèrent divers talents qui deviendront avec le temps la magie de l'Ordre. À travers diverses légendes et contes historiques, nous apprenons qu'un groupe de Rationalistes (quelques fois nommés « démons » quand leur existence devint une légende) est présent sur cette planète depuis plusieurs siècles et qu'ils ont évolué en mages du Chaos. Les deux groupes ont transmis cette habilité à leur descendance. Finalement, ces Anges et ces Démons deviendront tous des figures légendaires de l'histoire de Recluce.

## Chronologie
Chronologiquement, la série couvre 1855 années. L'histoire actuelle commence bien avant le roman le plus ancien, avec l'arrivée des « démons de lumière » d'un autre univers. Utilisant à la fois leurs pouvoirs sur le Chaos et leurs connaissances technologiques avancées, ces êtres créèrent un gigantesque empire nommé Cyador, sur le continent de Candar (il est à noter que la série est nommée d'après le continent de Recluce, une île qui ne sera habitée que mille ans après que l'histoire commence).
Les deux premiers livres, dans l'ordre chronologique, à savoir Magi'i of Cyador et Scions of Cyador, décrivent les opérations de l'armée de Cyador et de ses batailles contre les natifs de Candar. Ces romans servent principalement à étoffer une partie inconnue de l'histoire de cet univers. L'histoire établit un élément clé dans l'histoire de Cyador : le déclin ultime de la technologie avancée des Rationalistes. Initialement, en débarquant sur une partie quasiment inhabitée de l'un des continents, les Rationalistes ont réussi à créer des dispositifs mécaniques avancés, actionnés par le Chaos. Ils érigèrent aussi une série de tours qui étaient utilisées pour concentrer le chaos dans les dispositifs créés. Au moment du premier roman, ces tours sont défaillantes, et l'empire perd progressivement l'habilité de maintenir ses technologies avancées. L'ouverture de « Magi'i of Cyador » est habituellement considérée comme « l'année 1 » de l'histoire de Recluce.
The Fall of Angels, 400 ans plus tard, détaille l'arrivée des Anges, l'apparition des mages de l'Ordre et la fondation de Westwind, une cité gérée par des femmes. À noter la présence de deux anges particuliers, Nylan et Ryba, qui deviendront des figures légendaires de l'histoire de Recluce. Ryba développe un talent prophétique et rédige un écrit à partir de ses visions qui sera connu par les générations futures comme « Le Livre de Ryba », pendant que Nylan développe les bases de la magie de l'Ordre. Dans The Chaos Balance, Nylan quitte Westwind pour une confrontation directe avec Cyador. À cette époque, les wagons de feu et les lances de feu qui étaient autrefois la force de Cyador ont totalement disparu et l'empire est devenu complètement dépendant des mages du chaos. Le résultat final de cette confrontation est la fondation de l'ordre des Druides, qui s'installe dans une forêt vivante et magique nommée la Forêt Maudite par les locaux mais qui sera connue par les générations futures sous le nom de Grande Forêt de Naclos.
500 ans après l'arrivée des Anges, dans Les Tours du crépuscule, Cyador a disparu, remplacé par un conseil de mages blancs dirigeant Candar. Westwind est la dernière force influente en Candar à maintenir la voie des Anges, et est sous pression constante des mages blancs. Un mage de l'Ordre très puissant, Creslin, fuit la cité féministe Westwind pour échapper à un mariage forcé mais se retrouve poursuivi par les mages blancs qui craignent sa force. Il parvient finalement à s'échapper de Candar après s'être marié à une mage du chaos, et navigue jusqu'à l'île inhabitée de Recluce. Il y fonde une société entièrement basée sur la magie de l'Ordre. Nous apprenons alors le danger qu'il y a à mêler les magies de l'Ordre et du Chaos, quand Creslin en essayant de rendre habitable Recluce provoque des troubles météorologiques partout ailleurs dans le monde : ouragans, inondations et sécheresses.
Plusieurs centaines d'années plus tard, les mages du Chaos de Candar ont réussi à conquérir pratiquement tout le continent. Commençant en 1190, The White Order et Colors of Chaos montrent les progrès d'un jeune mage du chaos nommé Cerryl au fur et à mesure qu'il progresse dans les rangs des mages blancs. Il est constamment en train de se défendre de tentatives d'assassinat orchestrées par Jeslek, un mage du Chaos très puissant qui a littéralement commencé à faire surgir des montagnes du sol pour protéger les routes pavées que les mages du chaos ont créées partout dans Candar. Au même moment, en 1200, The Magic Engineer raconte le voyage de Dorrin, mage de l'Ordre et installé à Recluce. C'est à ce moment de la lecture et de l'histoire, que l'importance de la balance entre le chaos et l'ordre commence à devenir apparente. (Il y a quelques indices dans le premier roman mais les causes sous-jacentes sont ici clairement expliquées.). La tentative de Creslin de concentrer l'ordre autour de Recluce a provoqué l'abondance d'un « chaos libre » partout ailleurs dans le monde. Ceci a conduit à des mages du chaos de plus en plus fort, pour aboutir à des mages comme Jeslek qui possède un pouvoir phénoménal.. Ceci conduit en retour à une concentration de l'ordre encore plus importante autour de Recluce. Le phénomène ne cessera pas tant qu'une catastrophe ne causera pas un rééquilibre de la Balance.
Dorrin commence à utiliser la magie de l'Ordre pour créer des machines à partir de bois et de métal ordonnés (infusés par la magie de l'Ordre) qui sont capables de contenir une quantité importante d'énergie du Chaos. Parmi ces machins, on peut noter les rapides et puissants navires de guerre que Recluce commença à construire après que Dorrin fit la démonstration de leur utilité. Dorrin passa quelque temps en Candar, à combattre les mages blancs dont Jeslek qui ne survécut pas à leur ultime confrontation. Alors qu'à son retour à Recluce, Dorrin devint le premier « Ingénieur de l'Ordre », Cerryl fut nommé « Haut-Mage » après Jeslek et tenta de faire la paix avec Recluce.
Après quelques siècles d'une paix relative, en 1650, The Order War conte les progrès de deux mages de l'Ordre, Justen et Gunnar, dans leur tentative de défendre le dernier pays libre de Candar contre les mages blancs. Durant leur voyage, Justen devint un mage gris et se sent irrémédiablement conduit dans la forêt de Naclos, où il devient un Druide. Nous rencontrons aussi plusieurs figures légendaires dont Ayrlyn (la femme de Nylan, l'un des Anges originaux), et apprenons comment la maîtrise par les Druides de l'Ordre et du Chaos leur a permis de rester en vie pendant des millénaires. Justen quitte la forêt et retourne combattre les mages du Chaos, usant de ses nouvelles connaissances sur l'Ordre et le Chaos pour forger une arme gigantesque. Cette arme puisa une masse énorme d'énergies du Chaos et de l'Ordre pour détruire entièrement la capitale des mages du Chaos et annihiler presque entièrement la population des mages du chaos dans le même temps. Le résultat de cette destruction fut une diminution drastique des énergies libres de l'Ordre et du Chaos disponible dans le monde, sans pour autour rétablir la Balance. 
Une autre branche de l'histoire commence en 1710, avec Wellspring of Chaos et Ordermaster, qui raconte la vie d'un mage qui parcourt les continents de Nordla et Austra. Rien d'importance historique n'apparaît dans ces romans qui ne servent finalement qu'à étoffer l'univers et introduire l'empire d'Hamor qui aura une place prééminente dans la fin de la série.
Le grand final de la saga a lieu en 1850. Gunnar, qui a réussi à rester vivant après toutes ces années grâce aux techniques des Druides tout comme sa famille, envoie son fils Lerris (qui ne connaît pas l'histoire de son père), à Candar pour entreprendre un rite de passage habituellement réservé à ceux qui se rebellent ou qui sont dissidents. Il y rencontre son oncle Justen et commence à comprendre les motivations de l'exil qui lui fut imposé par son père. Des siècles de domination par Recluce et ses ingénieurs de l'Ordre ont à nouveau conduit à une intensification des pouvoirs des mages du Chaos à Candar, dont un en particulier qui s'apprête à secouer le Conseil Blanc. Gunnar a envoyé Lerris à Candar avec l'intuition qu'un fort mage de l'Ordre et un fort mage du Chaos se rencontreront inévitablement, et que Lerris résoudra le problème sans inclure Recluce directement. Lerris vainc le mage blanc et s'installe en Candar pour vivre en tant que menuisier.
Cinq ans plus tard, dans The Death of Chaos, le puissant Empereur d'Hamor, le continent le plus ancien et le plus habité, utilise l'instabilité relative du reste du monde pour consolider son pouvoir. Dans la bataille finale, sur les rivages de Recluce, Lerris et sa famille utilisent leur maîtrise de l'ordre et du chaos pour imposer une Balance au monde, libérant de vastes quantités de lave sur les forces envahissantes hamoriennes. À la fin, Lerris utilise les vastes réserves d'Ordre de Recluce pour façonner tout le chaos libre en petites particules balancées (Ordre et Chaos en Balance). Ceci a pour résultat la destruction de pratiquement tout l'Ordre et du Chaos, incluant la famille de Lerris (qui était en vie uniquement grâce aux magies) et même certaines portions de Recluce.